# 찬우드구

찬우드구의 위치

찬우드구(영어: Borough of Charnwood)는 잉글랜드 레스터셔주에 위치한 비도시 자치구로 중심 도시는 러프버러이며 인구는 173,545명(2014년 기준), 면적은 279.0km2이다.